# Corymorpha crassocanalis
Corymorpha crassocanalis is een hydroïdpoliep uit de familie Corymorphidae. De poliep komt uit het geslacht Corymorpha. Corymorpha crassocanalis werd in 2003 voor het eerst wetenschappelijk beschreven door Xu & Huang. 